# メトラー・トレド
メトラー・トレド 株式会社（英語: Mettler-Toledo）は、スイスに本社を置く、計量器の製造販売を行う企業の日本法人である。全世界約5,000名を超えるセールスおよびサービススペシャリストを擁し、世界中のお客様に対して業界でも最大規模の販売およびサービス・ネットワークを通じてサービスを提供している。製造工場は、米国、ドイツ、イギリス、スイス、中国にある。研究開発、品質管理、製造、物流、小売業に存在するさまざまなアプリケーションに対して精密機器とサービスを世界100 カ国以上で提供しているグローバル企業である。

## 事業内容
メトラー・トレドは研究室や製造プロセスで使用される精密機器とサービスで世界をリードするグローバルメーカーである。
- お客様のバリューチェーンに沿った計量、 分析、検査ソリューションを提供。
- 産業用スケール、 ラボ用天びん、 レイニンのピペット、プロセス分析機器などの高性能製品を取り扱う。
- お客様のプロセスの合理化や、生産性の向上、規制要件へのコンプライアンス、コストの最適化の実現をサポート。

### 主な製品
計測器
主要な製品であり、特に電子天秤は、0.0000001g(0.1μg)まで読み取れる製品の製造販売を行っている。また、質量標準器の天秤も制作している。
分析機器
pHメーター、導電率計、熱分析装置等